# Melanoides
Melanoides é um género de gastrópodes  da família Thiaridae.
Este género contém as seguintes espécies:
- Melanoides admirabilis (Smith, 1880)
- Melanoides agglutinans (Bequaert & Clench, 1941)
- Melanoides angolensis Mandahl-Barth, 1974
- Melanoides anomala (Dautzenberg & Germain, 1914)
- Melanoides bavayi (Dautzenberg & Germain, 1914)
- Melanoides crawshayi (Smith, 1893)
- Melanoides depravata (Dupuis & Putzeys, 1900)
- Melanoides dupuisi (Spence, 1923)
- Melanoides kisangani Pilsbry & Bequaert, 1927
- Melanoides kinshassaensis (Dupuis & Putzeys, 1900)
- Melanoides langi Pilsbry & Bequaert, 1927
- Melanoides liebrechtsi (Dautzenberg, 1901)
- Melanoides magnifica (Bourguignat, 1889)
- Melanoides manguensis (Thiele, 1928)
- Melanoides mweruensis (Smith, 1893)
- Melanoides nodicincta (Dohrn, 1865)
- Melanoides nsendweensis (Dupuis & Putzeys, 1900)
- Melanoides nyangweensis (Dupuis & Putzeys, 1900)
- Melanoides nyassana (Smith, 1877)
- Melanoides pergracilis (Martens, 1897)
- Melanoides polymorpha (Smith, 1877)
- Melanoides psorica (Morelet, 1864)
- Melanoides pupiformis (Smith, 1877)
- Melanoides recticosta (Martens, 1882)
- Melanoides truncatelliformis (Bourguignat, 1885)
- Melanoides tuberculata (O. F. Müller, 1774)
- Melanoides turriculus (I. Lea, 1850)
- Melanoides turritispira (Smith, 1877)
- Melanoides victoriae (Dohrn, 1865)
- Melanoides voltae (Thiele, 1928)
- Melanoides wagenia Pilsbry & Bequaert, 1927